# Mike Beuttler
Mike Beuttler, britanski dirkač Formule 1, * 13. april 1940, Kairo, Egipt, † 16. december 1988, Los Angeles, ZDA.

## Življenjepis
Debitiral je v sezoni 1971, ko je na petih dirkah dvakrat odstopil, enkrat je bil diskvalificiran, dvakrat pa je dirko sicer končal, toda zaradi prevelikega zaostanka za zmagovalcem je bil neuvrščen. Vzporedno je nastopal tudi v prvenstvu Evropske Formule 2, kjer je v sezoni 1971 zasedel sedmo mesto v dirkaškem prvenstvu z eno zmago. V naslednji sezoni 1972 je nastopil na desetih dirkah Formule 1, najboljši rezultat pa je dosegel na dirki za Veliko nagrado Nemčije, kjer je bil osmi. V Formuli 2 je v sezoni 1972 zasedel deveto mesto v prvenstvu. V sezoni 1973 Formule 1 je ob šestih odstopih na dirki za Veliko nagrado Španije s sedmim mestom le za mesto zgrešil uvrstitev med dobitnike točk, a dosegel svoj najboljši rezultat v karieri. V Formuli 2 je v sezoni 1973 osvojil sedmo mesto v prvenstvu, nato pa se je upokojil kot dirkač. Leta 1988 je umrl za AIDS-om.

## Popolni rezultati Formule 1
(legenda) (odebeljene dirke pomenijo najboljši štartni položaj, poševne pa najhitrejši krog, †-uvrščen kljub odstopu)
| Leto | Moštvo                            | Šasija         | Motor       | 1      | 2       | 3       | 4      | 5       | 6       | 7       | 8      | 9       | 10      | 11     | 12      | 13      | 14      | 15     | Prv | Toč |
| ---- | --------------------------------- | -------------- | ----------- | ------ | ------- | ------- | ------ | ------- | ------- | ------- | ------ | ------- | ------- | ------ | ------- | ------- | ------- | ------ | --- | --- |
| 1971 | Clarke-Mordaunt-Guthrie Racing    | March 711      | Cosworth V8 | JAR    | ŠPA     | MON     | NIZ    | FRA     | VB Ret  | NEM DSQ | AVT NC | ITA Ret |         |        |         |         |         |        | -   | 0   |
| 1971 | STP March                         | March 711      | Cosworth V8 |        |         |         |        |         |         |         |        |         | KAN NC  | ZDA    |         |         |         |        | -   | 0   |
| 1972 | Clarke-Mordaunt-Guthrie Racing    | March 721G     | Cosworth V8 | ARG    | JAR     | ŠPA DNQ | MON 13 | BEL Ret | FRA Ret | VB 13   | NEM 8  | AVT Ret | ITA 10  | KAN NC | ZDA 13  |         |         |        | -   | 0   |
| 1973 | Clarke-Mordaunt-Guthrie-Durlacher | March 721G     | Cosworth V8 | ARG 10 | BRA Ret | JAR NC  |        |         |         |         |        |         |         |        |         |         |         |        | -   | 0   |
| 1973 | Clarke-Mordaunt-Guthrie-Durlacher | March 721G/731 | Cosworth V8 |        |         |         | ŠPA 7  | BEL 11  | MON Ret | ŠVE 8   | FRA    | VB 11   | NIZ Ret | NEM 16 | AVT Ret | ITA Ret | KAN Ret | ZDA 10 | -   | 0   |